# Кирильчева, Екатерина Александровна
Екатерина Александровна Кирильчева (род. 30 июля 1982, Москва) — российская ведущая телевидения и радио, футбольный журналист. Сотрудничала с телеканалами «Россия-2», «НТВ-Плюс» и «ТНТ», а также с «Радио Спорт».
Одна из сценаристок спин-оффа телесериала "След" под рабочим названием "След.Новые легавые".

## Образование
В 2004 году окончила с красным дипломом Московский институт иностранных языков по специальности «лингвист-переводчик» (английский и испанский языки).
В 2007 году окончила Институт повышения квалификации работников телевидения и радиовещания по специальности «ведущий эфира».

## Карьера
В 2006 году пришла корреспондентом-стажёром в программу «Москва: инструкция по применению» (телеканал «ТНТ»).
Через несколько месяцев перешла на футбольный канал «НТВ-Плюс». В качестве журналиста и редактора работала в следующих программах: «Футбольный клуб», «90 минут», «Свободный удар», «Пресс-центр», «Обзор тура чемпионата России», «Futbol Mundial». Была автором и режиссёром анонсов программы «Футбольный клуб», автором рубрики «Одноклубники».
С 2009 года — ведущая футбольной программы «Разогрев», соведущая Георгия Черданцева в ток-шоу «90 минут», дебютировала в качестве комментатора женского футбола. В том же году запустила на «Радио Спорт» авторское ток-шоу о футболе «Чего хотят женщины».
Летом 2011 года перешла на телеканал «Россия-2», где стала ведущей авторского ток-шоу «90х60х90». В том же году вернулась на «ТНТ», где вместе с Игорем Верником вела утреннее шоу «Бигабум».
В 2012 году интервьюировала главных лиц мирового футбола — Зеппа Блаттера, Зинедина Зидана, Дика Адвоката и других в эфире телеканала «Россия-2».
В 2013 году запустила авторский проект на «России-2» — интеллектуально-спортивное шоу «Цена секунды». С июля 2013 года стала ведущей программы «Большой спорт» на том же телеканале.
Вела церемонию вручения ежегодной премии РФПЛ «Премьер» (2013).
В 2014 году выступила в роли автора и продюсера документального фильма о сборной России по футболу «Команда» (эфир на телеканале «Россия-1», герои — Глушаков, Березуцкий, Самедов, Кокорин, Кержаков, Файзулин, Ещенко, Комбаров).
Автор и ведущая цикла программ «Рок-звёзды футбола» для региональной сети телеканалов.
По словам Кирильчевой, если бы она не стала футбольным журналистом, то пела бы в рок-группе.
Снялась для обложки мужского журнала Playboy — героиня рубрики «Звезда», а также автор эксклюзивного материала с футболистами сборной России образца 2014 года для сдвоенного номера российского издания (июль-август 2014).
В январе 2022 года попала в международный скандал, опубликовав от лица футбольного клуба ЦСКА неудачную шутку, которая приравнивала российских женщин к "женщинам легкого поведения", ожидающих турецкого футболиста. Из-за бурного возмущения в соцсетях Кирильчева вынуждена была закрыть комментарии на своей странице и удалить скандальную шутку со страницы ЦСКА, но было уже поздно, сообщения об инциденте разошлись по сети, вызвав волну гнева как со стороны футбольных фанатов, так и со стороны общественности в целом. 
Скандал быстро вышел за пределы России, попав на первые полосы зарубежных СМИ. Увольнения Кирильчевой и извинений потребовали известные российские блогеры, депутаты Государственной думы, журналисты и представители общественных организаций. Возмущение шуткой выразили представители турецких, европейских и американских СМИ. Шутку осудила большая часть представителей всех политических сил России (от депутатов провластных партий до лидеров оппозиции) и стран Запада. Резкую критику в адрес ЦСКА и лично Кирильчевой высказали как представители феминистских движений, так и сторонники традиционных ценностей. Позже Кирильчева выступила с извинениями
В поддержку резонансной шутки высказалась депутат Госдумы Светлана Журова. 
Директор ПФК ЦСКА по связям с общественностью Сергей Аксенов назвал случившееся недопустимым. По его словам, виновные уже отстранены от работы.

## Достижения
В 2007 году Кирильчева получила приз футбольной редакции от Василия Уткина как лучший молодой корреспондент.

## Авторские колонки в печатных СМИ
- «Советский спорт»
- «Московский комсомолец»
- «Спорт день за днём»
- «Sportweek»
- «FootballMag»
- Sports.ru